# Caullery
 Caullery  es una población y comuna francesa, en la región de Norte-Paso de Calais, departamento de Norte, en el distrito de Cambrai y cantón de Clary.

## Demografía
| 445 | 448 | 522 | 532 | 717 | 626 | 729 | 735 | 754 | 890 | 878 | 900 | 930 | 926 | 913 | 916 | 878 | 852 | 817 | 767 | 720 | 687 | 674 | 645 | 588 | 556 | 577 | 534 | 534 | 489 | 436 | 448 |
| Para los censos de 1962 a 1999 la población legal corresponde a la población sin duplicidades (Fuente: INSEE [Consultar]) |     |     |     |     |     |     |     |     |     |     |     |     |     |     |     |     |     |     |     |     |     |     |     |     |     |     |     |     |     |     |     |